# Batagur dhongoka
Espèce
Synonymes
- Emys dhongoka Gray, 1832
- Emys duvaucelii Duméril & Bibron, 1835
- Kachuga hardwickii Gray, 1869
- Batagur durandi Lydekker, 1885

Statut de conservation UICN

 CR  : 
En danger critique
Statut CITES
Batagur dhongoka est une espèce de tortues de la famille des Geoemydidae.
C'est la plus petite des Batagur : la longueur de sa carapace  peut mesurer jusqu'à 48 cm

## Répartition
Cette espèce se rencontre dans le nord de l'Inde et au Bangladesh.
Sa présence est incertaine au Népal.

## Publication originale
- Gray, 1832 : Illustrations of Indian Zoology, chiefly selected from the collection of Major-General Hardwicke. vol. 2, p. 1-263 (texte intégral).